# Mistrzostwa Świata w Piłce Nożnej 2014 (eliminacje strefy UEFA)
W eliminacjach do MŚ 2014 ze strefy UEFA wzięło udział 53 narodowych reprezentacji Europy, które walczyły o 13 miejsc. Eliminacje trwały od 7 września 2012 do 15 października 2013. Baraże odbyły się w dniach 15 i 19 listopada 2013. Losowanie grup eliminacyjnych odbyło się 30 lipca 2011 r. w Rio de Janeiro.

## Format
W 8 grupach po 6 zespołów i 1 grupie składającej się z 5 zespołów zmagają się 53 reprezentacje narodowe.
Najlepsze drużyny z 9 grup automatycznie kwalifikują się do Mistrzostw Świata, a 8 najlepszych drużyn z drugich miejsc weźmie udział w barażach o pozostałe 4 miejsca. W przypadku grup 6-zespołowych do rankingu drugich miejsc nie będą brane wyniki uzyskane z ostatnią drużyną w grupie.

## Drużyny biorące udział w eliminacjach
| Drużyna              | Liczba występów w MŚ                                                                                      | Najlepszy wynik w MŚ                                          |
| Chorwacja            | 3 (1998, 2002, 2006)                                                                                      | III miejsce (1998)                                            |
| Serbia               | 1 (2010)                                                                                                  | Faza grupowa (2010)                                           |
| Belgia               | 11 (1930, 1934, 1954, 1970, 1982, 1986, 1990, 1994, 1998, 2002)                                           | IV miejsce (1986)                                             |
| Szkocja              | 8 (1954, 1958, 1974, 1978, 1982, 1986, 1990, 1998)                                                        | Faza grupowa (1954, 1958, 1974, 1978, 1982, 1986, 1990, 1998) |
| Macedonia Północna   | 0 | –                                                             |
| Walia                | 1 (1958)                                                                                                  | Ćwierćfinał (1958)                                            |
| Włochy               | 17 (1934, 1938, 1950, 1954, 1962, 1966, 1970, 1974, 1978, 1982, 1986, 1990, 1994, 1998, 2002, 2006, 2010) | Mistrzostwo (1934, 1938, 1982, 2006)                          |
| Dania                | 4 (1986, 1998, 2002, 2010)                                                                                | Ćwierćfinał (1998)                                            |
| Czechy               | 1 (2006)                                                                                                  | Faza grupowa (2006)                                           |
| Bułgaria             | 7 (1962, 1966, 1970, 1974, 1986, 1994, 1998)                                                              | IV miejsce (1994)                                             |
| Armenia              | 0 | –                                                             |
| Malta                | 0 | –                                                             |
| Niemcy               | 17 (1934, 1938, 1954, 1958, 1962, 1966, 1970, 1974, 1978, 1982, 1986, 1990, 1994, 1998, 2002, 2006, 2010) | Mistrzostwo (1954, 1974, 1990)                                |
| Szwecja              | 11 (1934, 1938, 1950, 1958, 1970, 1974, 1978, 1990, 1994, 2002, 2006)                                     | II miejsce (1958)                                             |
| Irlandia             | 3 (1990, 1994, 2002)                                                                                      | Ćwierćfinał (1990)                                            |
| Austria              | 7 (1934, 1954, 1958, 1978, 1982, 1990, 1998)                                                              | III miejsce (1954)                                            |
| Wyspy Owcze          | 0 | –                                                             |
| Kazachstan           | 0 | –                                                             |
| Holandia             | 9 (1934, 1938, 1974, 1978, 1990, 1994, 1998, 2006, 2010)                                                  | II miejsce (1974, 1978, 2010)                                 |
| Turcja               | 2 (1954, 2002)                                                                                            | III miejsce (2002)                                            |
| Węgry                | 9 (1934, 1938, 1954, 1958, 1962, 1966, 1978, 1982, 1986)                                                  | II miejsce (1938, 1954)                                       |
| Rumunia              | 7 (1930, 1934, 1938, 1970, 1990, 1994, 1998)                                                              | Ćwierćfinał (1994)                                            |
| Estonia              | 0 | –                                                             |
| Andora               | 0 | –                                                             |
| Norwegia             | 3 (1938, 1994, 1998)                                                                                      | 1/8 finału (1998)                                             |
| Słowenia             | 2 (2002, 2010)                                                                                            | Faza grupowa (2002, 2010)                                     |
| Szwajcaria           | 9 (1934, 1938, 1950, 1954, 1962, 1966, 1994, 2006, 2010)                                                  | Ćwierćfinał (1934, 1938, 1954)                                |
| Albania              | 0 | –                                                             |
| Cypr                 | 0 | –                                                             |
| Islandia             | 0 | –                                                             |
| Portugalia           | 5 (1966, 1986, 2002, 2006, 2010)                                                                          | III miejsce (1966)                                            |
| Rosja                | 2 (1994, 2002)                                                                                            | Faza grupowa (1994, 2002)                                     |
| Izrael               | 1 (1970)                                                                                                  | Faza grupowa (1970)                                           |
| Irlandia Północna    | 3 (1958, 1982, 1986)                                                                                      | Ćwierćfinał (1958)                                            |
| Azerbejdżan          | 0 | –                                                             |
| Luksemburg           | 0 | –                                                             |
| Grecja               | 2 (1994, 2010)                                                                                            | Faza grupowa (1994, 2010)                                     |
| Słowacja             | 1 (2010)                                                                                                  | 1/8 Finału (2010)                                             |
| Bośnia i Hercegowina | 0 | –                                                             |
| Litwa                | 0 | –                                                             |
| Łotwa                | 0 | –                                                             |
| Liechtenstein        | 0 | –                                                             |
| Anglia               | 13 (1950, 1954, 1958, 1962, 1966, 1970, 1982, 1986, 1990, 1998, 2002, 2006, 2010)                         | Mistrzostwo (1966)                                            |
| Czarnogóra           | 0 | –                                                             |
| Ukraina              | 1 (2006)                                                                                                  | Ćwierćfinał (2006)                                            |
| Polska               | 7 (1938, 1974, 1978, 1982, 1986, 2002, 2006)                                                              | III miejsce (1974, 1982)                                      |
| Mołdawia             | 0 | –                                                             |
| San Marino           | 0 | –                                                             |
| Hiszpania            | 13 (1934, 1950, 1962, 1966, 1978, 1982, 1986, 1990, 1994, 1998, 2002, 2006, 2010)                         | Mistrzostwo (2010)                                            |
| Francja              | 13 (1930, 1934, 1938, 1954, 1958, 1966, 1978, 1982, 1986, 1998, 2002, 2006, 2010)                         | Mistrzostwo (1998)                                            |
| Białoruś             | 0 | –                                                             |
| Finlandia            | 0 | –                                                             |
| Gruzja               | 0 | –                                                             |

### Podział na koszyki
| Koszyk 1                                                                                       | Koszyk 2                                                                                 | Koszyk 3                                                                                               | Koszyk 4                                                                                         | Koszyk 5                                                                                                   | Koszyk 6                                                                                   |
| ---------------------------------------------------------------------------------------------- | ---------------------------------------------------------------------------------------- | --- | ------------------------------------------------------------------------------------------------ | --- | ------------------------------------------------------------------------------------------ |
| - Hiszpania - Holandia - Niemcy - Anglia - Portugalia - Włochy - Chorwacja - Norwegia - Grecja | - Francja - Czarnogóra - Rosja - Szwecja - Dania - Słowenia - Turcja - Serbia - Słowacja | - Szwajcaria - Izrael - Irlandia - Belgia - Czechy - Bośnia i Hercegowina - Białoruś - Ukraina - Węgry | - Bułgaria - Rumunia - Gruzja - Litwa - Albania - Szkocja - Irlandia Północna - Austria - Polska | - Armenia - Finlandia - Estonia - Cypr - Łotwa - Mołdawia - Macedonia Północna - Azerbejdżan - Wyspy Owcze | - Walia - Liechtenstein - Islandia - Kazachstan - Luksemburg - Malta - Andora - San Marino |

## Runda grupowa

### Grupa A
| Lp. | Drużyna            | M  | Mecze | Mecze | Mecze | Bramki | Bramki | Bramki | Pkt |
| Lp. | Drużyna            | M  | W     | R     | P     | +      | −      | +/−    | Pkt |
| --- | ------------------ | -- | ----- | ----- | ----- | ------ | ------ | ------ | --- |
| 1.  | Belgia             | 10 | 8     | 2     | 0     | 18     | 4      | +14    | 26  |
| 2.  | Chorwacja          | 10 | 5     | 2     | 3     | 12     | 9      | +3     | 17  |
| 3.  | Serbia             | 10 | 4     | 2     | 4     | 18     | 11     | +7     | 14  |
| 4.  | Szkocja            | 10 | 3     | 2     | 5     | 8      | 12     | −4     | 11  |
| 5.  | Walia              | 10 | 3     | 1     | 6     | 9      | 20     | −11    | 10  |
| 6.  | Macedonia Północna | 10 | 2     | 1     | 7     | 7      | 16     | −9     | 7   |

### Grupa B
| Lp. | Drużyna  | M  | Mecze | Mecze | Mecze | Bramki | Bramki | Bramki | Pkt |
| Lp. | Drużyna  | M  | W     | R     | P     | +      | −      | +/−    | Pkt |
| --- | -------- | -- | ----- | ----- | ----- | ------ | ------ | ------ | --- |
| 1.  | Włochy   | 10 | 6     | 4     | 0     | 19     | 9      | +10    | 22  |
| 2.  | Dania    | 10 | 4     | 4     | 2     | 17     | 12     | +5     | 16  |
| 3.  | Czechy   | 10 | 4     | 3     | 3     | 13     | 9      | +4     | 15  |
| 4.  | Bułgaria | 10 | 3     | 4     | 3     | 14     | 9      | +5     | 13  |
| 5.  | Armenia  | 10 | 4     | 1     | 5     | 12     | 13     | −1     | 13  |
| 6.  | Malta    | 10 | 1     | 0     | 9     | 5      | 28     | −23    | 3   |

### Grupa C
| Lp. | Drużyna     | M  | Mecze | Mecze | Mecze | Bramki | Bramki | Bramki | Pkt |
| Lp. | Drużyna     | M  | W     | R     | P     | +      | −      | +/−    | Pkt |
| --- | ----------- | -- | ----- | ----- | ----- | ------ | ------ | ------ | --- |
| 1.  | Niemcy      | 10 | 9     | 1     | 0     | 36     | 10     | +26    | 28  |
| 2.  | Szwecja     | 10 | 6     | 2     | 2     | 19     | 14     | +5     | 20  |
| 3.  | Austria     | 10 | 5     | 2     | 3     | 20     | 10     | +10    | 17  |
| 4.  | Irlandia    | 10 | 4     | 2     | 4     | 16     | 17     | −1     | 14  |
| 5.  | Kazachstan  | 10 | 1     | 2     | 7     | 6      | 21     | −15    | 5   |
| 6.  | Wyspy Owcze | 10 | 0     | 1     | 9     | 4      | 29     | −25    | 1   |

### Grupa D
| Lp. | Drużyna  | M  | Mecze | Mecze | Mecze | Bramki | Bramki | Bramki | Pkt |
| Lp. | Drużyna  | M  | W     | R     | P     | +      | −      | +/−    | Pkt |
| --- | -------- | -- | ----- | ----- | ----- | ------ | ------ | ------ | --- |
| 1.  | Holandia | 10 | 9     | 1     | 0     | 34     | 5      | +29    | 28  |
| 2.  | Rumunia  | 10 | 6     | 1     | 3     | 19     | 12     | +7     | 19  |
| 3.  | Węgry    | 10 | 5     | 2     | 3     | 21     | 20     | +1     | 17  |
| 4.  | Turcja   | 10 | 5     | 1     | 4     | 16     | 9      | +7     | 16  |
| 5.  | Estonia  | 10 | 2     | 1     | 7     | 6      | 20     | −14    | 7   |
| 6.  | Andora   | 10 | 0     | 0     | 10    | 0      | 30     | −30    | 0   |

### Grupa E
| Lp. | Drużyna    | M  | Mecze | Mecze | Mecze | Bramki | Bramki | Bramki | Pkt |
| Lp. | Drużyna    | M  | W     | R     | P     | +      | −      | +/−    | Pkt |
| --- | ---------- | -- | ----- | ----- | ----- | ------ | ------ | ------ | --- |
| 1.  | Szwajcaria | 10 | 7     | 3     | 0     | 17     | 6      | +11    | 24  |
| 2.  | Islandia   | 10 | 5     | 2     | 3     | 17     | 15     | +2     | 17  |
| 3.  | Słowenia   | 10 | 5     | 0     | 5     | 14     | 11     | +3     | 15  |
| 4.  | Norwegia   | 10 | 3     | 3     | 4     | 10     | 13     | −3     | 12  |
| 5.  | Albania    | 10 | 3     | 2     | 5     | 9      | 11     | −2     | 11  |
| 6.  | Cypr       | 10 | 1     | 2     | 7     | 4      | 15     | −11    | 5   |

### Grupa F
| Lp. | Drużyna           | M  | Mecze | Mecze | Mecze | Bramki | Bramki | Bramki | Pkt |
| Lp. | Drużyna           | M  | W     | R     | P     | +      | −      | +/−    | Pkt |
| --- | ----------------- | -- | ----- | ----- | ----- | ------ | ------ | ------ | --- |
| 1.  | Rosja             | 10 | 7     | 1     | 2     | 20     | 5      | +15    | 22  |
| 2.  | Portugalia        | 10 | 6     | 3     | 1     | 20     | 9      | +11    | 21  |
| 3.  | Izrael            | 10 | 3     | 5     | 2     | 19     | 14     | +5     | 14  |
| 4.  | Azerbejdżan       | 10 | 1     | 6     | 3     | 7      | 11     | −4     | 9   |
| 5.  | Irlandia Północna | 10 | 1     | 4     | 5     | 9      | 17     | −8     | 7   |
| 6.  | Luksemburg        | 10 | 1     | 3     | 6     | 7      | 26     | −19    | 6   |

### Grupa G
| Lp. | Drużyna              | M  | Mecze | Mecze | Mecze | Bramki | Bramki | Bramki | Pkt |
| Lp. | Drużyna              | M  | W     | R     | P     | +      | −      | +/−    | Pkt |
| --- | -------------------- | -- | ----- | ----- | ----- | ------ | ------ | ------ | --- |
| 1.  | Bośnia i Hercegowina | 10 | 8     | 1     | 1     | 30     | 6      | +24    | 25  |
| 2.  | Grecja               | 10 | 8     | 1     | 1     | 12     | 4      | +8     | 25  |
| 3.  | Słowacja             | 10 | 3     | 4     | 3     | 11     | 10     | +1     | 13  |
| 4.  | Litwa                | 10 | 3     | 2     | 5     | 9      | 11     | −2     | 11  |
| 5.  | Łotwa                | 10 | 2     | 2     | 6     | 10     | 20     | −10    | 8   |
| 6.  | Liechtenstein        | 10 | 0     | 2     | 8     | 4      | 25     | −21    | 2   |

### Grupa H
| Lp. | Drużyna    | M  | Mecze | Mecze | Mecze | Bramki | Bramki | Bramki | Pkt |
| Lp. | Drużyna    | M  | W     | R     | P     | +      | −      | +/−    | Pkt |
| --- | ---------- | -- | ----- | ----- | ----- | ------ | ------ | ------ | --- |
| 1.  | Anglia     | 10 | 6     | 4     | 0     | 31     | 4      | +27    | 22  |
| 2.  | Ukraina    | 10 | 6     | 3     | 1     | 28     | 4      | +24    | 21  |
| 3.  | Czarnogóra | 10 | 4     | 3     | 3     | 18     | 17     | +1     | 15  |
| 4.  | Polska     | 10 | 3     | 4     | 3     | 18     | 12     | +6     | 13  |
| 5.  | Mołdawia   | 10 | 3     | 2     | 5     | 12     | 17     | −5     | 11  |
| 6.  | San Marino | 10 | 0     | 0     | 10    | 1      | 54     | −53    | 0   |

### Grupa I
| Lp. | Drużyna   | M | Mecze | Mecze | Mecze | Bramki | Bramki | Bramki | Pkt |
| Lp. | Drużyna   | M | W     | R     | P     | +      | −      | +/−    | Pkt |
| --- | --------- | - | ----- | ----- | ----- | ------ | ------ | ------ | --- |
| 1.  | Hiszpania | 8 | 6     | 2     | 0     | 14     | 3      | +11    | 20  |
| 2.  | Francja   | 8 | 5     | 2     | 1     | 15     | 6      | +9     | 17  |
| 3.  | Finlandia | 8 | 2     | 3     | 3     | 5      | 9      | −4     | 9   |
| 4.  | Gruzja    | 8 | 1     | 2     | 5     | 3      | 10     | −7     | 5   |
| 5.  | Białoruś  | 8 | 1     | 1     | 6     | 7      | 16     | −9     | 4   |

## Baraże
Osiem najlepszych reprezentacji, które w swoich grupach zajęły drugie miejsca, zagra w barażach. Aby wyłonić wspomniane osiem drużyn z dziewięciu grup eliminacyjnych stworzona została specjalna tabela. Drużyny zajmujące drugie miejsca w swoich grupach mają odliczone punkty zdobyte w meczach z drużynami z ostatnich miejsc w swoich grupach (oprócz drugiej drużyny z grupy I)

Po wyłonieniu 8 najlepszych drużyn rozlosowano pary barażowe. Zwycięzcy meczów (mecz i rewanż) awansują do Finałów Mistrzostw Świata 2014.
Losowanie odbyło się 21 października 2013 o godz.14 w Zurychu.
| Grupa | Zespół     | M | W | R | P | G+ | G- | +/- | Pkt | Drużyna z 6 miejsca |
| ----- | ---------- | - | - | - | - | -- | -- | --- | --- | ------------------- |
| G     | Grecja     |   | 8 | 1 | 1 | 12 | 4  | +8  | 19  | Liechtenstein       |
| I     | Francja    |   | 5 | 2 | 1 | 15 | 6  | +9  | 17  | -                   |
| H     | Ukraina    |   | 6 | 3 | 1 | 28 | 4  | +24 | 15  | San Marino          |
| F     | Portugalia |   | 6 | 3 | 1 | 20 | 9  | +11 | 15  | Luksemburg          |
| C     | Szwecja    |   | 6 | 2 | 2 | 19 | 14 | +5  | 14  | Wyspy Owcze         |
| E     | Islandia   |   | 5 | 2 | 3 | 17 | 15 | +2  | 14  | Cypr                |
| D     | Rumunia    |   | 6 | 1 | 3 | 19 | 12 | +7  | 13  | Andora              |
| A     | Chorwacja  |   | 5 | 2 | 3 | 12 | 9  | +3  | 11  | Macedonia Północna  |
| B     | Dania      |   | 4 | 4 | 2 | 17 | 12 | +5  | 10  | Malta               |

Stan na 15.10.2013

## Strzelcy
656 bramek w 234 meczach (stan na 12 października 2013).

### 11 goli
- Robin van Persie

### 10 goli
- Edin Džeko

### 7 goli
- Vedad Ibišević
- Mesut Özil

### 6 goli
- Wayne Rooney
- Tomer Chemed
- Zlatan Ibrahimović

### 5 goli
- David Alaba
- Zvjezdan Misimović
- Rafael van der Vaart
- Jeremain Lens
- Robbie Keane
- Eden Ben Basat
- Marco Reus
- Hélder Postiga
- Aleksandr Kierżakow
- Milivoje Novakovič
- Umut Bulut
- Burak Yılmaz

### 4 gole
- Frank Lampard
- Danny Welbeck
- Dejan Damjanović
- Andrija Delibašić
- Franck Ribéry
- Pedro Rodríguez
- Gylfi Sigurðsson
- Miroslav Klose
- Thomas Müller
- Jakub Błaszczykowski
- Bruno Alves
- Cristiano Ronaldo
- Aleksandr Kokorin
- Gareth Bale
- Balázs Dzsudzsák
- Pablo Osvaldo
- Mario Balotelli

### 3 gole
- Jermain Defoe
- Jura Mowsisjan
- Martin Harnik
- Marc Janko
- Kevin De Bruyne
- Miralem Pjanić
- Aleksandyr Tonew
- Stanisław Manolew
- Mario Mandžukić
- Tomáš Pekhart
- Nicklas Bendtner
- Birkir Bjarnason
- Jóhann Berg Guðmundsson
- Kolbeinn Sigþórsson
- Jonathan Walters
- Eugen Sidorenco
- Mario Götze
- Toni Kroos
- Robert Lewandowski
- Wiktor Fajzulin
- Ciprian Marica
- Gabriel Torje
- Filip Đuričić
- Marek Sapara
- Fabian Schär
- Johan Elmander
- Jewhen Chaczeridi
- Andrij Jarmołenko
- Jewhen Konoplanka

### 2 gole
- Edgar Çani
- Valdet Rama
- Hamdi Salihi
- Daniel Sturridge
- Alex Oxlade-Chamberlain
- Henrich Mychitarian
- Aras Özbiliz
- Zlatko Junuzović
- Philipp Hosiner
- Ruslan Abışov
- Christian Benteke
- Eden Hazard
- Vincent Kompany
- Romelu Lukaku
- Kevin Mirallas
- Emił Gyrgorow
- Iwelin Popow
- Eduardo da Silva
- Efstatios Aloneftis
- Fatos Bećiraj
- Mirko Vučinić
- Elsad Zverotić
- Tomáš Hübschman
- Václav Kadlec
- David Lafata
- Matěj Vydra
- Daniel Agger
- Konstantin Vassiljev
- Kasper Hämäläinen
- Teemu Pukki
- Olivier Giroud
- Teofanis Gekas
- Konstandinos Mitroglu
- Dimitris Salpingidis
- Jordi Alba
- Álvaro Negredo
- Sergio Ramos
- Bruno Martins Indi
- Klaas-Jan Huntelaar
- Arjen Robben
- Ruben Schaken
- Alfreð Finnbogason
- Gareth McAuley
- Martin Paterson
- Andriej Finonczenko
- Kairat Nurdauletow
- Edgaras Česnauskis
- Deivydas Matulevičius
- Stefano Bensi
- Aurélien Joachim
- Daniel da Mota
- Aleksandrs Cauņa
- Agim Ibraimi
- Michael Mifsud
- Per Mertesacker
- Tarik Elyounoussi
- Brede Hangeland
- Joshua King
- Łukasz Piszczek
- Piotr Zieliński
- Adrian Mierzejewski
- Dienis Głuszakow
- Aleksandr Samiedow
- Roman Szyrokow
- Costin Lazăr
- Aleksandar Kolarov
- Marek Hamšík
- Martin Jakubko
- Tim Matavž
- Mario Gavranović
- Gökhan İnler
- Stephan Lichtsteiner
- Xherdan Shaqiri
- Rasmus Elm
- Selçuk İnan
- Mevlüt Erdinç
- Roman Bezus
- Artem Fedecki
- Aaron Ramsey
- Dániel Böde
- Zoltán Gera
- Tamás Hajnal
- Vladimir Koman
- Ádám Szalai
- Daniele De Rossi

### 1 gol
- Erjon Bogdani
- Odise Rosh
- Armando Sadiku
- Leighton Baines
- Steven Gerrard
- Rickie Lambert
- James Milner
- Andros Townsend
- Ashley Young
- Gework Ghazarian
- Karlen Mykyrtczian
- Artur Sarkisow
- György Garics
- Andreas Ivanschitz
- Rahid Əmirquliyev
- Rauf Aliyev
- Rüfət Dadaşov
- Mahir Şükürov
- Steven Defour
- Marouane Fellaini
- Guillaume Gillet
- Jan Vertonghen
- Renan Bressan
- Stanisłau Drahun
- Jahor Filipienka
- Cimafiej Kałaczou
- Siarhiej Karnilenka
- Anton Puciła
- Dzmitryj Wierchaucou
- Ermin Bičakčić
- Izet Hajrović
- Senad Lulić
- Haris Međunjanin
- Radosław Dimitrow
- Iwan Iwanow
- Georgi Miłanow
- Dimityr Rangełow
- Vedran Ćorluka
- Nikica Jelavić
- Niko Kranjčar
- Dejan Lovren
- Ivica Olić
- Ivan Perišić
- Ivan Rakitić
- Vincent Laban
- Konstandinos Makridis
- Luka Đorđević
- Nikola Drinčić
- Theodor Gebre Selassie
- Daniel Kolář
- Libor Kozák
- Jan Rezek
- Tomáš Rosický
- Leon Andreasen
- Andreas Cornelius
- Simon Kjaer
- William Kvist
- Niki Zimling
- Henri Anier
- Tarmo Kink
- Joel Lindpere
- Andres Oper
- Roman Eremenko
- Étienne Capoue
- Abou Diaby
- Christophe Jallet
- Samir Nasri
- Paul Pogba
- Mathieu Valbuena
- Lazaros Christodulopulos
- Sotiris Ninis
- Nikos Spiropulos
- Guram Kaszia
- Alexander Kobakhidze
- Tornike Okriaszwili
- Roberto Soldado
- Xavi
- Luciano Narsingh
- Kevin Strootman
- Kevin Doyle
- Andy Keogh
- Darren O’Dea
- Marc Wilson
- David Healy
- Niall McGinn
- Dean Shiels
- Jamie Ward
- Kári Árnason
- Rami Gerszon
- Maor Melikson
- Bibras Natcho
- Mahran Radi
- Li’or Refa’elow
- Itaj Szechter
- Eran Zahawi
- Heinrich Schmidtgal
- Martin Büchel
- Mathias Christen
- Nicolas Hasler
- Michele Polverino
- Fedor Černych
- Tadas Kijanskas
- Saulius Mikoliūnas
- Darvydas Šernas
- Marius Žaliūkas
- Mathias Jänisch
- Nauris Bulvītis
- Edgars Gauračs
- Kaspars Gorkšs
- Vladimirs Kamešs
- Māris Verpakovskis
- Artūrs Zjuzins
- Jovan Kostovski
- Nikołcze Noweski
- Aleksandar Trajkowski
- Iwan Triczkowski
- Roderick Briffa
- Clayton Failla
- Edward Herrera
- Serghei Dadu
- Alexandru Epureanu
- Alexandru Suvorov
- İlkay Gündoğan
- Sami Khedira
- André Schürrle
- Markus Henriksen
- Tom Høgli
- John Arne Riise
- Kamil Glik
- Jakub Kosecki
- Waldemar Sobota
- Łukasz Teodorczyk
- Jakub Wawrzyniak
- Ricardo Costa
- Hugo Almeida
- Fábio Coentrão
- Silvestre Varela
- Wasilij Bieriezucki
- Alexandru Chipciu
- Valerică Găman
- Gheorghe Grozav
- Claudiu Keșerü
- Alexandru Maxim
- Adrian Mutu
- Mihai Pintilii
- Bogdan Stancu
- Cristian Tănase
- Alessandro Della Valle
- Filip Đorđević
- Branislav Ivanović
- Lazar Marković
- Aleksandar Mitrović
- Miralem Sulejmani
- Dušan Tadić
- Zoran Tošić
- Ján Ďurica
- Viktor Pečovský
- Valter Birsa
- Boštjan Cesar
- Josip Iličić
- Kevin Kampl
- Andraž Kirm
- Rene Krhin
- Marko Šuler
- Ikechi Anya
- Grant Hanley
- Shaun Maloney
- Kenny Miller
- James Morrison
- Robert Snodgrass
- Tranquillo Barnetta
- Blerim Džemaili
- Michael Lang
- Haris Seferović
- Granit Xhaka
- Marcus Berg
- Alexander Kačaniklić
- Mikael Lustig
- Martin Olsson
- Anders Svensson
- Emre Belözoğlu
- Arda Turan
- Marko Dević
- Edmar
- Denys Harmasz
- Ołeh Husiew
- Jarosław Rakicki
- Jewhen Sełezniow
- Roman Zozula
- Hal Robson-Kanu
- Simon Church
- Roland Juhász
- Krisztián Németh
- Tamás Priskin
- Vilmos Vanczák
- Alberto Aquilani
- Giorgio Chiellini
- Mattia Destro
- Alberto Gilardino
- Riccardo Montolivo
- Federico Peluso
- Andrea Pirlo
- Rógvi Baldvinson
- Fróði Benjaminsen
- Arnbjørn Hansen
- Hallur Hansson

Gole samobójcze
- Branko Bošković (dla Anglii)
- Ragnar Klavan (dla Węgier)
- Pól Jóhannus Justinussen (dla Irlandii)
- Szilárd Devecseri (dla Holandii)
- Ryan Camilleri (dla Danii)
- Alessandro Della Valle (dla Anglii)
- Martin Škrtel (dla Grecji)